# Cooler Than Me
Singles de Mike Posner
Please Don't Go
(2010)
Cooler Than Me est une chanson interprétée par le chanteur américain Mike Posner extraite de son premier album studio, 31 Minutes to Takeoff (2010). Il a été classé 6e sur le Billboard Hot 100. 

## Genèse
Cette chanson écrite au collège, comme le rappelle le chanteur, explique le ressenti de Mike qui ne parvient pas à conquérir une jeune demoiselle en soirée. Il explique que c'est seulement parce qu'elle pense qu'elle est « plus cool que lui », traduction du titre original. Il dénonce le matériel utilisé par la jeune fille pour se prendre pour une autre (lunette de soleil, chaussures de star). Une version remix avec un couplet rap et acoustique existe également.

## Clip vidéo
Lors du clip, Mike commence à partir de son concert, où il interprétait une ancienne chanson de sa composition. Après le spectacle, il conduit lui et ses amis à une fête. Arrivés là où se déroule la soirée, Mike monte dans un ascenseur. Durant le long du clip, il portera plusieurs types de lunettes, lui permettant de voir les gens différemment.

## Utilisation
Cette musique est utilisée dans la bande son de GTA V, sur la radio Non Stop Pop FM, sur Xbox One, PlayStation 4 et PC.

## Classements et certifications
| Classement (2010)                       | Meilleure position |
| --------------------------------------- | ------------------ |
| Allemagne (Media Control AG)            | 22                 |
| Australie (ARIA)                        | 4                  |
| Autriche (Ö3 Austria Top 40)            | 10                 |
| Belgique (Flandre Ultratop 50 Singles)  | 9                  |
| Belgique (Wallonie Ultratop 50 Singles) | 7                  |
| Canada (Hot 100)                        | 5                  |
| Danemark (Tracklisten)                  | 22                 |
| États-Unis (Hot 100)                    | 6                  |
| États-Unis (Pop Airplay)                | 3                  |
| Europe (Hot 100)                        | 13                 |
| Irlande (IRMA)                          | 4                  |
| Pays-Bas (Single Top 100)               | 23                 |
| Nouvelle-Zélande (RMNZ)                 | 3                  |
| Norvège (VG-lista)                      | 8                  |
| Pologne (Dance Top 50)                  | 48                 |
| Slovaquie (IFPI Rádio)                  | 14                 |
| Espagne (PROMUSICAE)                    | 48                 |
| Suède (Sverigetopplistan)               | 30                 |
| Suisse (Schweizer Hitparade)            | 21                 |
| Royaume-Uni (UK Singles Chart)          | 5                  |
| Tchéquie (IFPI Rádio)                   | 30                 |
| Classement (2011)                       | Meilleure position |
| France (SNEP)                           | 13                 |
| Hongrie (Rádiós Top 40)                 | 6                  |

| Pays                     | Certifications |
| ------------------------ | -------------- |
| Australie (ARIA)         | Triple platine |
| Canada (CRIA)            | Or             |
| Nouvelle-Zélande (RIANZ) | Platine        |
| États-Unis (RIAA)        | Double platine |

## Historique de sortie
| Région      | Format                 | Date            | Label       |
| ----------- | ---------------------- | --------------- | ----------- |
| États-Unis  | Téléchargement digital | 16 avril 2010   | J Records   |
| France      | Téléchargement digital | 16 avril 2010   | J Records   |
| Allemagne   | CD single              | 27 août 2010    | J Records   |
| Royaume-Uni | Téléchargement digital | 8 novembre 2010 | RCA Records |